# Bianca di Francia
Bianca di Francia, Blanche in francese, in inglese, in tedesco e in fiammingo Blanca in spagnolo, asturiano, in catalano e in aragonese, Branca in galiziano, in portoghese, e Blanka in basco. Blanca in latino (Giaffa, 1253 – Parigi, 17 giugno 1320), è stata una principessa francese, moglie dell'erede al trono e reggente del regno di Castiglia e León nel 1274 e 1275.

## Origine
Bianca era figlia del re di Francia, Luigi IX, il Santo, e di Margherita di Provenza, figlia di Raimondo Berengario IV di Provenza e di Beatrice di Savoia, come riporta il Recueil des historiens des Gaules et de la France. Tome 21.

Luigi IX, il Santo, secondo il Chronicon Turonense, era il figlio primogenito del re di Francia, Luigi VIII, e di Bianca di Castiglia, che secondo la cronaca di Alberico delle Tre Fontane, era figlia del re di Castiglia, Alfonso VIII e di Eleonora Plantageneta, che, come riporta la Historiae Anglicanae Scriptores X, era la sesta figlia legittima (seconda femmina) del re d'Inghilterra, duca di Normandia e conte d'Angiò, Enrico II, e della moglie,  duchessa d'Aquitania e Guascogna e contessa di Poitiers, Eleonora d'Aquitania.

## Biografia
Un cronista anonimo francese riporta che Bianca (Blanche) era la femmina secondogenita (in vita) di Luigi IX il Santo e di sua moglie Margherita (li rois Loois...[et] Marguerite la fille au conte de Provence), che poi avrebbe sposato l'erede al trono di Castiglia.

Il cronista Matteo di Parigi riporta la nascita della figlia di Luigi IX, in Palestina senza precisarne il nome, ma dato il periodo della nascita, gli storici tendono ad identificarla con Bianca..
Secondo il Diccionario biográfico español, Real Academia de la Historia suo padre, Luigi IX, aveva desiderato che Bianca abbracciasse la vita religiosa, ma la figlia  gli fece sapere attraverso il suo confessore che non ne era attratta, per cui Luigi le cercò marito.
Ancora secondo il Diccionario biográfico español, Real Academia de la Historia suo padre, Luigi IX, concordò con il re di Castiglia, Alfonso X il matrimonio tra i propri figli Bianca e Ferdinando, primogenito ed erede al trono; il contratto fu ratificato a Saint-Germain-en-Laye, il 28 settembre 1266; il contratto è riportato nello Spicilegium sive collectio veterum aliquot scriptorum, Volume 3 (Donum Fernandum primogenitum Domini…Alfonsi…Electi in Regem Romanorum necnon et Castellæ, Toleti, Legionis, Galeciæ, Sibil. Cordub. Murc. Giem. et Alguarb. Regis…et excellentissimus Dominum Ludovicum …Regem Franciæ…dominam Blancham filiam suam).

Su richiesta di Luigi IX, papa Clemente IV rilasciò tre dispense, per la parentela che legava i due futuri sposi e per il fatto che Ferdinando non avrebbe avuto i canonici quattordici anni per potersi sposare.
Il 30 novembre 1268, a Burgos, Bianca sposò Ferdinando de la Cerda (1255-1275), che, come conferma il documento n° LV, datato 9 luglio  1258, dei DOCUMENTOS DE LA Iglesia Colegial de Santa María la Mayor (hoy Metropolitana) DE VALLADOLID, Siglo XIII era figlio del re di Castiglia e di León e futuro re dei Romani, Alfonso X e di Violante d'Aragona (Rey Don Alfonso, regnant en uno con la Reyna donna Yolant mi mujer et con nuestro ffijo el Infante don Ferrando primero et yeredero e con nuestro ffijo el Inffante don Sancho) (1236-1301), che, come riporta la Cronaca piniatense, era figlia del Re di Aragona, Conte di Barcellona e delle altre contee catalane, re di Valencia e di Maiorca, signore di Montpellier e Carladès, Giacomo I il Conquistatore e della principessa ungherese Violante, figlia del re di Ungheria Andrea II e della principessa di Costantinopoli Iolanda di Courtenay.
A partire dal 1270, suo marito, Fernando affiancò il padre nelle attività di governo e, in alcuni casi fu reggente durante le assenze del padre, tra cui, nel 1274, quando Alfonso X, in quanto re dei Romani si recò a Belcaire per incontrare Papa Gregorio X, nel tentativo di convincerlo ad incoronarlo imperatore del Sacro Romano Impero.
Nel 1275 i Merinidi, guidati dal sultano Abu Yusuf Ya'qub ibn 'Abd al-Haqq, sbarcarono sulle coste andaluse e alleatisi al sultanato di Granada, attaccarono il regno di Castiglia. Ferdinando radunò l'esercito a Villa Real, ma, prima ancora di scontrarsi coi musulmani, a causa di una forte febbre, trovò la morte nel mese di luglio come riportato dagli Annali toledani (VIII Kal Aug obiit Dominus Fernandus, filius Regis Castellæ); il Chronicon Domini Joannis Emmanuelis riporta che morì a Villa Real (obiit Infans Dns Fernandus in Villa-Regali); il Chronicon de Cardeña conferma la morte e riporta che fu sepolto nell'Abbazia di Las Huelgas a Burgos (muriò el Infant D. Ferrando…fijo del Rey D. Alfonso…è yace en las Huelgas de Burgos); infine anche le Gesta Philippi Tertia Francorum Regis di Guglielmo di Nangis riporta la morte di Ferdinando ricordando che fu negata la successione ai suoi figli.
La morte di Ferdinando creò un problema di successione, perché Alfonso X, ignorando i diritti dei figli di Bianca e Ferdinando, Alfonso e del suo fratello Ferdinando, nato postumo, nominò nuovo erede al trono il suo figlio maschio secondogenito, Sancho, come riporta la storica britannica, Hilda Johnstone.
Bianca, dopo la morte del marito, Ferdinando, fu addirittura imprigionata. e chiese aiuto al fratello, il re di Francia, Filippo III l'Ardito, che inviò ambasciatori per protestare e, nello stesso tempo, per invadere la Castiglia, mise assieme un esercito che in Castiglia tuttavia non arrivò mai, fermandosi a Pau, mentre i suoi figli, Alfonso e Ferdinando de la Cerda, furono protetti solo dalla nonna paterna, Violante.

Bianca, nel 1277, riuscì a raggiungere la Francia, riparare alla corte del fratello, Filippo III, da dove continuò a battersi per il diritto di suo figlio, Alfonso a salire sul trono di Castiglia.

Nel frattempo, la suocera, Violante d'Aragona, aveva fatto mettere al sicuro i due nipoti (i figli di Bianca), Alfonso e Ferdinando, in Aragona dal fratello Pietro III, che li protesse e custodì nella fortezza di Játiva, dove a tutti gli effetti furono prigionieri del prozio Pietro III.

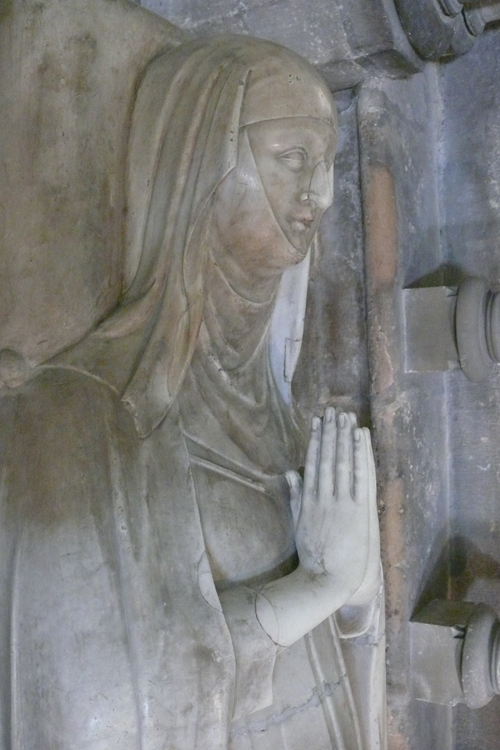
Statua di Bianca di Francia

Bianca venne ricordata nel testamento del fratello, Filippo III l'Ardito, del dicembre 1285, come viene riportato nello Spicilegium sive collectio veterum aliquot scriptorum, Volume 3 (Blanche nostre suer).
A causa del conflitto che oppose i suoi figli, gli infanti de la Cerda al re di Castiglia, Sancho IV, Bianca non rientrò più in Castiglia, ma visse alla corte di Parigi, per ritirarsi, in tarda età, nel Monastero delle Clarisse dell'Ave Maria, a Faubourg Saint-Marcel, dove morì nel giugno 1320 e dove fu inumata". Poi trasferita alla Basilica di Saint-Denis.

## Figli
Ferdinando e Bianca ebbero due figli:
- Alfonso de la Cerda (1271-1327), noto anche come Alfonso il Diseredato, che per circa vent'anni si batté per far valere i suoi diritti sul trono di Castiglia, era il primogenito come riportano gli Annali toledani[18][29].
- Ferdinando (1272-1333), ricordato nelle Gesta Philippi Tertia Francorum Regis di Guglielmo di Nangis, col fratello Alfonso, a cui fu negata la successione al trono[23] e che, sempre col fratello, erano stati accolti nel castello di Játiva, dal prozio, Pietro III d'Aragona, come riporta la Chronique de Ramon Muntaner. Tome 2[30], che, secondo il Nobiliario de D. Pedro Conde de Bracelos, sposò, nel 1308, Giovanna Núñez di Lara (1286-1351), detta la Palomilla figlia di Giovanni Núñez di Lara, detta il Gordo, signore di Lara e sovrano di Biscaglia e di Teresa Álvarez de Azagra Signora di Albarracín, vedova del prozio di Ferdinando, Enrico (1230-1303), detto Il Senatore, figlio di Ferdinando III di Castiglia[31], e nel 1315, alla morte del fratello, divenne signora di Lara, Lerma, Villafranca, Dueñas, Fuente-Empudia, Torrelobatón e Herrera, e Signora sovrana di Biscaglia. Ferdinando, dopo che il fratello Alfonso, nel 1304, aveva rinunciato ai suoi diritti al trono di Castiglia, si schierò tra i sostenitori di Maria di Molina, tutrice prima del figlio, Ferdinando IV di Castiglia e poi del nipote, Alfonso XI di Castiglia il Giusto, e, nel 1320, divenne primo maggiordomo del regno. Dall'unione di Ferdinando e Giovanna nacquero quattro figli[11]:
  - Bianca (1311-1347)[31], che nel gennaio del 1329, sposò lo scrittore e uomo politico, Giovanni Emanuele di Castiglia (1282-1348), figlio del principe Manuele Fernandez (figlio di Ferdinando III di Castiglia), come riporta il Chronicon Domini Joannis Emmanuelis[32].
  - Giovanni (1314-1350)[31], signore di Lara dal 1322, fu primo alfiere di Alfonso XI di Castiglia il Giusto, dal 1328 al 1332. Sposatosi, nel 1331, con Maria Diaz de Haro, Signora sovrana di Biscaglia, anche lei discendente da Alfonso X di Castiglia. Giovanni si ribellò ad Alfonso XI di Castiglia, che lo sconfisse e lo perdonò ridandogli l'incarico di primo alfiere, dal 1336 al 1350; ma dopo la morte di quest'ultimo cercò di proteggere, senza successo[33], l'amante di lui, Eleonora di Guzmán, dal nuovo re, Pietro I di Castiglia. Giovanni morì di peste. Giovanni da Maria ebbe quattro figli, mentre altri due, illegittimi, li ebbe da Mayor de Leguizamón:
    - Giovanna (1333-1359), che dopo la morte (1352) del fratello, Nuño, divenne signora di Lara e Signora sovrana di Biscaglia e nel 1353, sposò Tello di Castiglia (1337-1370), signore di Aguilar de Campoo, figlio illegittimo di Alfonso XI di Castiglia e di Eleonora di Guzmán, quindi fratellastro di Pietro I di Castiglia. Giovanna fu assassinata per ordine di Pietro I
    - Isabella (1335-1361), che, nel 1354, sposò il principe di Aragona, Giovanni (ca. 1330–1358), figlio di Alfonso IV di Aragona e di Eleonora di Castiglia che fu assassinato per ordine di suo cugino, il re di Castiglia, Pietro il Crudele. Dopo la morte (1359) della sorella, Giovanna, divenne signora di Lara e Signora sovrana di Biscaglia, ma fu imprigionata dal re Pietro I, prima a Castrojeriz e poi a Jerez, dove divise la cella con la regina di Castiglia, Bianca di Borbone, che il re Pietro I aveva fatto incarcerare. Isabella fu avvelenata, in prigione, molto probabilmente per ordine di Pietro I
    - Lope (1337- prima del 1350)
    - Nuño (1348- ca. 1352), signore di Lara e Signore sovrano di Biscaglia, dalla morte del padre (1350)
    - Pietro, illegittimo, (1348- 1384),  Conte di Mayorga, Signore di Castroverde, che sposò, a Lisbona nel 1384, Beatrice de Castro, figlia del primo Conestabile del Portogallo, Álvaro Pires de Castro
    - Diego, illegittimo

  - Margherita (1317-ca. 1373)[31], suora a Calaruega, come riportano le Cronicas de los reyes de Castilla Don Pedro[34], e che fu dama d'onore al matrimonio di Pietro I di Castiglia e Bianca di Borbone
  - Maria (1319-13 marzo 1375), che sposò, nel 1335, il figlio di Luigi di Francia e di Margherita d'Artois (figlia di Filippo d'Artois e Bianca di Bretagna), Carlo d'Evreux (1305- 1336), conte di Étampes, poi rimasta vedova, nel 1336, in seconde nozze, il conte di Alençon, Carlo II (1296-ca. 1346), figlio di Carlo di Francia, conte di Valois, e di Margherita d'Angiò[34].

## Ascendenza
|                                    |                        |                           | Genitori                 |  |  | Nonni |  |  | Bisnonni              |  |  | Trisnonni            |  |
|                                    |                        |                           |                          |  |  |       |  |  | Filippo II di Francia |  |  | Luigi VII di Francia |  |
|                                    |                        |                           |                          |  |  |       |  |  | Filippo II di Francia |  |  | Luigi VII di Francia |  |
|                                    |                        | Adèle di Champagne        |                          |  |  |       |  |  | Filippo II di Francia |  |  |                      |  |
| Luigi VIII di Francia              |                        |                           |                          |  |  |       |  |  | Filippo II di Francia |  |  |                      |  |
|                                    |                        | Isabella di Hainaut       | Baldovino V di Hainaut   |  |  |       |  |  |                       |  |  |                      |  |
|                                    |                        | Isabella di Hainaut       | Baldovino V di Hainaut   |  |  |       |  |  |                       |  |  |                      |  |
|                                    |                        | Isabella di Hainaut       | Margherita I di Fiandra  |  |  |       |  |  |                       |  |  |                      |  |
| Luigi IX di Francia                |                        | Isabella di Hainaut       |                          |  |  |       |  |  |                       |  |  |                      |  |
|                                    |                        | Alfonso VIII di Castiglia | Sancho III di Castiglia  |  |  |       |  |  |                       |  |  |                      |  |
|                                    |                        | Alfonso VIII di Castiglia | Sancho III di Castiglia  |  |  |       |  |  |                       |  |  |                      |  |
|                                    |                        | Alfonso VIII di Castiglia | Bianca Garcés di Navarra |  |  |       |  |  |                       |  |  |                      |  |
| Bianca di Castiglia                |                        | Alfonso VIII di Castiglia |                          |  |  |       |  |  |                       |  |  |                      |  |
|                                    |                        | Eleonora d'Inghilterra    | Enrico II d'Inghilterra  |  |  |       |  |  |                       |  |  |                      |  |
|                                    |                        | Eleonora d'Inghilterra    | Enrico II d'Inghilterra  |  |  |       |  |  |                       |  |  |                      |  |
|                                    |                        | Eleonora d'Inghilterra    | Eleonora d'Aquitania     |  |  |       |  |  |                       |  |  |                      |  |
| Bianca di Francia                  |                        | Eleonora d'Inghilterra    |                          |  |  |       |  |  |                       |  |  |                      |  |
|                                    | Alfonso II di Provenza | Alfonso II d'Aragona      |                          |  |  |       |  |  |                       |  |  |                      |  |
|                                    | Alfonso II di Provenza | Alfonso II d'Aragona      |                          |  |  |       |  |  |                       |  |  |                      |  |
|                                    | Alfonso II di Provenza | Sancha di Castiglia       |                          |  |  |       |  |  |                       |  |  |                      |  |
| Raimondo Berengario IV di Provenza | Alfonso II di Provenza |                           |                          |  |  |       |  |  |                       |  |  |                      |  |
|                                    |                        | Garsenda di Provenza      | Renier de Sabran         |  |  |       |  |  |                       |  |  |                      |  |
|                                    |                        | Garsenda di Provenza      | Renier de Sabran         |  |  |       |  |  |                       |  |  |                      |  |
|                                    |                        | Garsenda di Provenza      | Garsenda of Forcalquier  |  |  |       |  |  |                       |  |  |                      |  |
| Margherita di Provenza             |                        | Garsenda di Provenza      |                          |  |  |       |  |  |                       |  |  |                      |  |
|                                    |                        | Tommaso I di Savoia       | Umberto III di Savoia    |  |  |       |  |  |                       |  |  |                      |  |
|                                    |                        | Tommaso I di Savoia       | Umberto III di Savoia    |  |  |       |  |  |                       |  |  |                      |  |
|                                    |                        | Tommaso I di Savoia       | Beatrice di Mâcon        |  |  |       |  |  |                       |  |  |                      |  |
| Beatrice di Savoia                 |                        | Tommaso I di Savoia       |                          |  |  |       |  |  |                       |  |  |                      |  |
|                                    |                        | Margherita di Ginevra     | Guglielmo I di Ginevra   |  |  |       |  |  |                       |  |  |                      |  |
|                                    |                        | Margherita di Ginevra     | Guglielmo I di Ginevra   |  |  |       |  |  |                       |  |  |                      |  |
|                                    |                        | Margherita di Ginevra     | Beatrix di Faucigny      |  |  |       |  |  |                       |  |  |                      |  |
|                                    |                        | Margherita di Ginevra     |                          |  |  |       |  |  |                       |  |  |                      |  |

### Fonti primarie
- (LA)  Monumenta Germaniae Historica, Scriptores, tomus XVII.
- (LA)  (ES)  España sagrada, Volume 23.
- (LA)  España sagrada, Volume 2.
- (LA)  DOCUMENTOS DE LA Iglesia Colegial de Santa María la Mayor (hoy Metropolitana) DE VALLADOLID, Siglo XIII.
- (LA)  Nicetae Choniatae Historia, Imperiii Isaacii Angeli
- (LA) Recueil des historiens des Gaules et de la France. Tome 21
- (LA)  Matthæi Parisiensis, Monachi Sancti Albani, Chronica
- (ES)  Crónica de San Juan de la Peña.
- (LA)  Recueil des historiens des Gaules et de la France. Tome 20.
- (LA)  Monumenta Germaniae Historica, Scriptores, tomus XXIII.
- (LA)  Recueil des historiens des Gaules et de la France. Tome 18.
- (LA) Historiae Anglicanae Scriptores X

- (LA)  Spicilegium sive collectio veterum aliquot scriptorum, Volume 3.
- (ES)  Memorias historicas del Rei Alonso el Sabio
- (ES)  Cronicas de los reyes de Castilla Don Pedro
- (FR)  Chronique de Ramon Muntaner. Tome 2
- (PT)  Nobiliario del Conde de Barcelos Don Pedro, Hijo del Rey Don Dionisio, Reyes de Portugal.

### Letteratura storiografica
- Hilda Johnstone, Francia: gli ultimi capetingi, in Storia del mondo medievale, vol. VI, 1999, pp. 569–607